# Hendrik van Northeim
Hendrik van Northeim, bijgenaamd de Vette, (ca. 1060 - 10 april 1101) was een graaf van Saksische herkomst, die tevens over delen van Friesland heerste.
Hendrik was een zoon van Otto I van Northeim. In zijn jonge jaren volgde hij de politiek van zijn vader, die een van de leiders was van het verzet tegen keizer Hendrik IV. Nadat zijn vader in 1086 was overleden, koos Hendrik al snel de kant van de keizer. Hendrik stichtte het klooster bij Bursefelde (bij Hann. Münden) als familieklooster. Hij volgde zijn vader op als graaf van Northeim, de Rittigau (bij Northeim) en Eichsfeld. Tevens was hij heer van het Werradal en voogd van de kloosters van Bursefelde en Helmarshausen (bij Bad Karlshafen).
Hendrik was zwager van Egbert II van Meißen. Egbert verloor al zijn titels omdat hij volhardde in de opstand tegen keizer Hendrik. Het markgraafschap van Friesland werd door de keizer aan bisschop Koenraad van Zwaben (bisschop) van Utrecht toegewezen. Toen die in 1099 werd vermoord claimde Hendrik de functie, op grond van de aanspraken van zijn vrouw. Dit werd door de keizer gehonoreerd en Hendrik werd benoemd tot markgraaf van Friesland. Toen Hendrik naar Friesland trok, werd hij daar gedood terwijl zijn vrouw ternauwernood ontkwam. Hierover bestaan meerdere lezingen:
1. Hendrik is gesneuveld in een veldslag bij Norden.
2. Hendrik werd feestelijk ontvangen in Staveren door een gezelschap van Utrechtse ministerialen en voorname inwoners van Friesland en Staveren. Tijdens de ontvangst probeerden ze Hendrik te vermoorden. De aanslag mislukte en Hendrik en zijn vrouw vluchtten per schip naar Deventer maar ze werden door de Friezen ingehaald. Hendrik werd neergestoken en vervolgens door de Friezen overboord geworpen, zodat hij verdronk.

Hendrik is begraven in de abdij van Bursefelde.
Hendrik was gehuwd met Gertrudis. Zij kregen de volgende kinderen:
- Otto III (-1116) Hij is nooit gehuwd geweest en stierf kinderloos.[1]
- Richenza (-1141), gehuwd met Lotharius van Supplinberg, die later keizer zou worden
- Gertrudis, erfgename van Friesland en gravin van Bentheim, gehuwd met Siegfried I van Weimar-Orlamünde, paltsgraaf van de Rijn, en met Otto I van Rheineck.

## Bron
- Annales S. Mariae

1. ↑  D.J. Henstra, Friese graafschappen tussen Zwin en Wezer, o.a. pag., 121